# Forhindringsløb (atletik)
Atletikkens forhindringsløb afvikles som udgangspunkt over 3000 meter, det vil sige syv en halv omgang på en 400 meter bane. Den første halv runde vil løberne ikke møde nogen forhindringer, men i hver af de syv resterende omgange vil de støde på 4 forhindringer udover vandgraven, 35 forhindringer skal forceres, 28 bomme og syv gange over vandgraven. Standardreglerne for højden af bommene er for mænd 914 mm (en engelsk yard) og for kvinder 762 mm, i modsætning til eksempelvis hækkeløb står bommene fast, så man ikke vælter dem i tilfælde af nærkontakt. For ungdom og veteraner er distancen dog kun 2000 meter.
Den 8.juni 2021 slog Ole Hesselbjerg, Sparta med 8.20,42 en 34 år gammel dansk rekord sat af Flemming Jensen, Frederiksberg IF tilbage i sommeren 1987. I mellemtiden var der ikke nogle løbere i samme klasse i disciplinen, der er blevet domineret af folk som Peder Troldborg, Morten Tjalve og Poul Grenå. Steen Walter, Sparta, forsøgte i 2006 at kvalificere sig til EM på 3000 m, men uden held.
Den danske rekord for kvinder på 9.13,46 er sat af Anna Emilie Møller i Doha 30/9 2019 og var samtidig Europarekord for U22

## Rekorder
- Den mandlige verdensrekord er sat af etiopiske Lamecha Girma i tiden 7:52.11 den 9. juni 2023 i Paris.
- Den kvindelige verdensrekord er sat af russiske Gulnara Samitova-Galkina i tiden 9:01.59.
- De danske mastersrekorder kan ses fra http://dansk-atletik.dk/masters/statistik.aspx Arkiveret 22. oktober 2021 hos  Wayback Machine

## Ekstrem forhindringsløb
Udover atletikkens forhindringsløb findes der også arrangører der afholder forhindringsløb for almindelige mennesker. Disse løb kaldes også for "Obstacle Course Racing" og forkortes "OCR".

Disse løb bliver afholdt i hele verden og på mere eller mindre offentlige arealer. Distancen på disse løb varierer på mellem 5 til 30 km og kan også findes længere. Forhindringerne er forskellige men som oftest inkluderer det mudder, vand, kravl, klatring o.l. forhindringer. Der er løb for alle køn og i alle aldre.

## Historiske registreringer
- 19. august 1992 - Kenyaneren Moses Kiptanui sætter ny verdensrekord ny rekord i 3000 meter forhindringsløb med tiden 8.02,08 minutter